# Alcolea (kommunhuvudort)
Alcolea är en kommunhuvudort i Spanien.   Den ligger i provinsen Provincia de Almería och regionen Andalusien, i den södra delen av landet, 400 km söder om huvudstaden Madrid. Alcolea ligger 741 meter över havet och antalet invånare är 1 012.
Terrängen runt Alcolea är kuperad söderut, men norrut är den bergig. Runt Alcolea är det glesbefolkat, med 19 invånare per kvadratkilometer. Närmaste större samhälle är Berja, 14,2 km söder om Alcolea. Omgivningarna runt Alcolea är i huvudsak ett öppet busklandskap.